# Batalla de Préveza
El 28 de setembre de 1538, davant de la badia de Préveza es van enfrontar la flota de la Lliga Santa sota el comandament d'Andreu Doria i la flota otomana al comandament del Gran Almirall Khair ed-Din Barba-rossa.

## Antecedents
Khair ed-Din Barba-rossa havia encapçalat des de 1519 una sèrie d'atacs a posicions de la monarquia hispànica en el Mediterrani, que l'havien convertit en el principal mariner protegit per Solimà I el Magnífic. En 1529 va prendre la fortalesa del penyal de Gibraltar. En 1534, al comandament de 60 galeres construïdes amb el seu propi disseny va assolar el sud de la península Itàlica i de sobte va atacar Tunis, apoderant-se d'aquest important port aliat de la monarquia hispànica (Conquesta de Tunis)
Davant l'avanç de Barba-rossa, l'emperador Carles V va formar una impressionant armada amb naus de tot l'Imperi, reforçada per l'Orde de Sant Joan de Jerusalem, la República de Gènova i el Regne de Portugal, que va recuperar el port. Carles V va encarregar a Andreu Doria que atrapés, viu o mort, a Barba-rossa.

## El saqueig
Durant gairebé quatre anys, Khair ed-Din Barba-rossa va continuar atacant ports mediterranis aliats de la monarquia hispànica: va saquejar les costes de la Pulla, va atacar Corfú (on va ser rebutjat per les defenses allà apostades) i immediatament després d'això va atacar l'Adriàtic obtenint per Constantinoble un tribut consistent en:
- Un miler de dones joves .
- 1500 homes joves.
- 200 adolescents vestits amb capa d'or.
- Una gran quantitat d'objectes molt apreciats, com draps, gots d'or i calzes robats d'esglésies cristianes.
- 400 000 peces d'or.

Els rescats d'aquests adolescents i joves van portar grans beneficis addicionals.

## Batalla

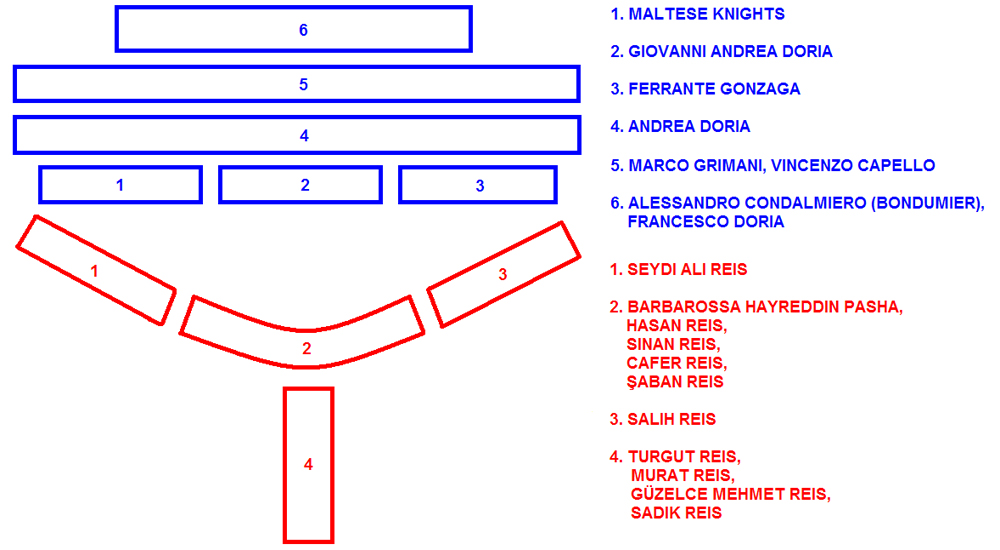
Desplegament de les flotes.

Andreu Doria es trobava a la badia de Préveza, disposava de 200 vaixells, 2.500 canons i comptava amb mariners venecians que en l'època eren considerats com a experts en la navegació de guerra. Per la seva banda Khair ed-Din Barba-rossa disposava només de 150 galeres.
Tot i que es va tenir notícies de l'aproximació de la flota otomana, Andreu Doria va romandre dins del port més temps del recomanat. Quan va sortir ho va fer dificultant-se a si mateix el desplegament, el que va permetre a Barba-rossa un atac ràpid i destructiu contra una flota superior en tot, però atrapada entre la badia de Préveza i la flota comandada per Khair ed-Din.
A part de la desafortunada estratègia, el vent va ser desfavorable i al final una tempesta va concloure amb la derrota de l'armada cristiana.

## Un llunyà final
Khair ed-Din Barba-rossa va tenir per davant tota una llarga vida al capdavant de la flota otomana. En 1543 França es va aliar amb Constantinoble contra la monarquia hispànica, circumstància que va aprofitar per saquejar Provença. Va morir a l'edat de més de 90 anys quan construïa un palau.